# Jennifer Capriati
Jennifer Marie Capriati (Long Island, Nova York, 29 de març de 1976) és una exjugadora de tennis professional de nacionalitat estatunidenca.
Fou número 1 del rànquing de la WTA després d'haver guanyat un total de catorze títols individuals, tres dels quals foren Grand Slams. En dobles femenins també va guanyar un títol i va arribar a ocupar el 28è lloc del rànquing. A banda dels títols de Grand Slam, també va guanyar una medalla d'or als Jocs Olímpics de Barcelona 1992 en la prova individual.

## Biografia
Filla de Denise i Stefano Capriati, té un germà petit anomenat Steven.
Capriati va aprendre a jugar al tennis des de molt petita, ja que el seu pare Stephano li va fer les primeres classes, i posteriorment fou el seu entrenador. Quan era més jove, va ser entrenada per Chris Evert.
Actualment resideix a Wesley Chapel, Florida.

## Torneigs de Grand Slam

### Individual: 3 (3−0)
| Resultat   | Núm. | Any  | Torneig              | Oponent        | Marcador         |
| ---------- | ---- | ---- | -------------------- | -------------- | ---------------- |
| Guanyadora | 1.   | 2001 | Open d'Austràlia     | Martina Hingis | 6−4, 6−3         |
| Guanyadora | 2.   | 2001 | Roland Garros        | Kim Clijsters  | 1−6, 6−4, 12−10  |
| Guanyadora | 3.   | 2002 | Open d'Austràlia (2) | Martina Hingis | 4−6, 7−6(7), 6−2 |

## Jocs Olímpics

### Individual
| Any  | Campionat                         | Oponent     | Resultat      |
| ---- | --------------------------------- | ----------- | ------------- |
| 1992 | Jocs Olímpics, Barcelona, Espanya | Steffi Graf | 3−6, 6−3, 6−4 |

## Carrera esportiva
Es va convertir en professional el 5 de març de 1990, als 13 anys, en el seu debut en el WTA Tour de Boca Raton. Va ser la jugadora professional més jove en jugar una final (13 anys i onze mesos).
El 9 d'abril de 1990 va debutar en el rànquing WTA en el lloc número 25. Més tard, aquell mateix any, es va convertir en la semifinalista més jove en l'Roland Garros, amb 14 anys i 2 mesos, perdent davant de Monica Seles. Això la va posicionar dins del top 20 de la WTA. En el torneig de Wimbledon d'aquell any, va ser la dona més jove de tots els caps de sèrie. Era cap de sèrie número 12. Va guanyar el seu primer títol a Puerto Rico, derrotant Zina Garrison a la final i convertint-se en la quarta jugadora més jove a guanyar un títol. Això la va deixar dins del top 10 del WTA, sent altre cop la dona més jove dins de les 10 primeres posicions a l'edat de 14 anys i 235 dies. Aquell mateix any, va jugar amb la número 1 Steffi Graf un partit de tres sets i va acabar la temporada al lloc número 8 del món.
El 1991 va arribar a la segona semifinal de Grand Slam de forma consecutiva amb 15 anys i 95 dies, esdevenint la semifinalista més jove de Wimbledon i derrotant Martina Navratilova en els quarts de final. Va vèncer a la número u del món, Monica Seles, aquell any i també va defensar el campionat contra Gabriela Sabatini en l'Obert dels Estats Units. El 1992 va arribar a 3 quarts de final a Grand Slam. Va guanyar la medalla d'or en els Jocs Olímpics de 1992 a Barcelona, derrotant Steffi Graf en el partit per la medalla d'or.
Després d'algunes derrotes decebedores el 1993, Capriati va agafar-se un descans de les competicions per concentrar-se en la seva educació universitària, i després es va veure embolicada en una sèrie de problemes personals i legals. Descoberta per robar en una botiga el desembre de 1993, Capriati també va ser arrestada per possessió de marihuana el maig de 1994. Va retornar a les competicions de tennis el novembre d'aquell any, però va jugar només un partit, que va perdre. Novament va deixar de jugar, però aquesta vegada durant quinze mesos. Va baixar del top 10 el gener de 1994 i no va jugar en el WTA tour el 1995. Va tornar a les competicions el 1996, i encara que va tenir un començament dubitatiu, finalment va guanyar el títol en individuals de Luxemburg el 25 de setembre de 2000.
El 2001 va començar un reeixit retorn, guanyant l'Obert d'Austràlia i l'Obert de França i va defensar amb èxit a l'any següent el títol obtingut a Austràlia. Capriati va perdre el seu primer partit defensant el títol de l'Obert d'Austràlia. Tanmateix, va guanyar el títol en individuals a New Haven, Connecticut el 18 d'agost d'aquell mateix any, culminant l'any al top 10 del WTA per sisena vegada.
Va guanyar 42 de 60 partits jugats, guanyant al voltant de 2 milions de dòlars en premis.
En el 2003 tenia 14 títols individuals guanyats i un doble al costat de Monica Seles, obtingut l'any 1991 en l'Obert d'Itàlia. Va ser número u en certs períodes de 2001 i 2002. El gener de 2004, es va retirar de l'Obert d'Austràlia a causa d'un problema a la seva esquena. L'agost, es va veure forçada a abandonar l'equip de tennis dels Estats Units per als Jocs Olímpics per una lesió a un tendó i va ser reemplaçada per Lisa Raymond. El setembre, en l'Obert dels Estats Units, va ser derrotada una vegada més.
El 15 d'abril de 2012 va ser ingressada al Saló de la Fama del Tennis com a reconeixement a la seva gran carrera esportiva.

## Palmarès

### Individual: 31 (14−17)
| Llegenda                     |
| ---------------------------- |
| Grand Slam (3−0)             |
| Jocs Olímpics Or (1)         |
| WTA Tour Championships (0−0) |
| Tier I (2−9)                 |
| Tier II (2−6)                |
| Tier III (5−2)               |
| Tier IV (1−0)                |
| Tier V (0−0)                 |

| Títols per superfície |
| --------------------- |
| Dura (6−5)            |
| Gespa (0−0)           |
| Terra batuda (3−1)    |
| Moqueta (2−3)         |

| Resultat   | Núm. | Data                   | Torneig                           | Superfície   | Oponent             | Marcador           |
| ---------- | ---- | ---------------------- | --------------------------------- | ------------ | ------------------- | ------------------ |
| Finalista  | 1.   | 11 de març de 1990     | Boca Raton, Estats Units          | Dura         | Gabriela Sabatini   | 4−6, 5−7           |
| Finalista  | 2.   | 8 d'abril de 1990      | Charleston, Estats Units          | Terra batuda | Martina Navrátilová | 2−6, 4−6           |
| Guanyadora | 1.   | 22 d'octubre de 1991   | San Juan, Puerto Rico             | Dura         | Zina Garrison       | 5−7, 6−4, 6−2      |
| Guanyadora | 2.   | 29 de juliol de 1991   | San Diego, Estats Units           | Dura         | Monica Seles        | 4−6, 6−1, 7−6(2)   |
| Guanyadora | 3.   | 5 d'agost de 1991      | Toronto, Canadà                   | Dura         | Katerina Maleeva    | 6−2, 6−3           |
| Finalista  | 3.   | 17 de novembre de 1991 | Filadèlfia, Estats Units          | Moqueta (i)  | Monica Seles        | 5−7, 1−6           |
| Guanyadora | 4.   | 27 de juliol de 1992   | Jocs Olímpics, Barcelona, Espanya | Terra batuda | Steffi Graf         | 3−6, 6−3, 6−4      |
| Guanyadora | 5.   | 24 d'agost de 1992     | San Diego (2)                     | Dura         | Conchita Martínez   | 6−3, 6−2           |
| Guanyadora | 6.   | 11 de gener de 1993    | Sydney, Austràlia                 | Dura         | Anke Huber          | 6−1, 6−4           |
| Finalista  | 4.   | 22 d'agost de 1993     | Toronto                           | Dura         | Steffi Graf         | 1−6, 6−0, 3−6      |
| Finalista  | 5.   | 3 de novembre de 1996  | Chicago, Estats Units             | Moqueta (i)  | Jana Novotná        | 4−6, 6−3, 1−6      |
| Finalista  | 6.   | 6 de gener de 1997     | Sydney                            | Dura         | Martina Hingis      | 1−6, 7−5, 1−6      |
| Guanyadora | 7.   | 17 de maig de 1999     | Estrasburg, França                | Terra batuda | Elena Likhovtseva   | 6−1, 6−3           |
| Guanyadora | 8.   | 1 de novembre de 1999  | Quebec, Canadà                    | Moqueta (i)  | Chanda Rubin        | 4−6, 6−1, 6−2      |
| Guanyadora | 9.   | 25 de setembre de 2000 | Luxemburg, Luxemburg              | Moqueta (i)  | Magdalena Maleeva   | 4−6, 6−1, 6−4      |
| Finalista  | 7.   | 5 de novembre de 2000  | Quebec                            | Moqueta (i)  | Chanda Rubin        | 4−6, 2−6           |
| Guanyadora | 10.  | 15 de gener de 2001    | Open d'Austràlia, Austràlia       | Dura         | Martina Hingis      | 6−4, 6−3           |
| Finalista  | 8.   | 19 de febrer de 2001   | Oklahoma City, Estats Units       | Dura (i)     | Monica Seles        | 3−6, 7−5, 2−6      |
| Finalista  | 9.   | 21 de març de 2001     | Miami, Estats Units               | Dura         | Venus Williams      | 6−4, 1−6, 6−7(4)   |
| Guanyadora | 11.  | 16 d'abril de 2001     | Charleston                        | Terra batuda | Martina Hingis      | 6−0, 4−6, 6−4      |
| Finalista  | 10.  | 13 de maig de 2001     | Berlín, Alemanya                  | Terra batuda | Amélie Mauresmo     | 4−6, 6−2, 3−6      |
| Guanyadora | 12.  | 28 de maig de 2001     | Roland Garros, França             | Terra batuda | Kim Clijsters       | 1–6, 6–4, 12–10    |
| Finalista  | 11.  | 19 d'agost de 2001     | Toronto (2)                       | Dura         | Serena Williams     | 6−1, 6−7(7), 6−3   |
| Guanyadora | 13.  | 14 de gener de 2002    | Open d'Austràlia (2)              | Dura         | Martina Hingis      | 4–6, 7–6(7), 6–2   |
| Finalista  | 12.  | 3 de març de 2002      | Scottsdale, Estats Units          | Dura         | Serena Williams     | 2–6, 6–4, 4–6      |
| Finalista  | 13.  | 1 d'abril de 2002      | Miami (2)                         | Dura         | Serena Williams     | 5–7, 6–7(4)        |
| Finalista  | 14.  | 18 d'agost de 2002     | Mont-real (3)                     | Dura (I)     | Amélie Mauresmo     | 4–6, 1–6           |
| Finalista  | 15.  | 29 de març de 2003     | Miami (3)                         | Dura         | Serena Williams     | 6–4, 4–6, 1–6      |
| Finalista  | 16.  | 27 de juliol de 2003   | Stanford, Estats Units            | Dura         | Kim Clijsters       | 6–4, 4–6, 2–6      |
| Guanyadora | 14.  | 18 d'agost de 2003     | New Haven, Estats Units           | Dura         | Lindsay Davenport   | 6–2, 4–0, retirada |
| Finalista  | 17.  | 16 de maig de 2004     | Roma, Itàlia                      | Terra batuda | Amélie Mauresmo     | 6–3, 3–6, 6–7(6)   |

#### Períodes com a número 1
| Núm. | Predecessora      | Dates                   | Successora        | Setmanes | Acumulat |
| ---- | ----------------- | ----------------------- | ----------------- | -------- | -------- |
| 1.   | Martina Hingis    | 15/10/2001 − 04/11/2001 | Lindsay Davenport | 3        | 3        |
| 2.   | Lindsay Davenport | 14/01/2002 − 24/02/2002 | Venus Williams    | 6        | 9        |
| 3.   | Venus Williams    | 18/03/2002 − 21/04/2002 | Venus Williams    | 5        | 14       |
| 4.   | Venus Williams    | 20/05/2002 − 09/06/2002 | Venus Williams    | 3        | 17       |

### Dobles femenins: 2 (1−1)
| Llegenda                     |
| ---------------------------- |
| Grand Slam (0−0)             |
| WTA Tour Championships (0−0) |
| Tier I (1−0)                 |
| Tier II (0−1)                |
| Tier III (0−0)               |
| Tier IV (0−0)                |
| Tier V (0−0)                 |

| Títols per superfície |
| --------------------- |
| Dura (0−0)            |
| Gespa (0−1)           |
| Terra batuda (1−0)    |

| Resultat   | Núm. | Data               | Torneig                | Superfície   | Parella      | Oponents                       | Marcador |
| ---------- | ---- | ------------------ | ---------------------- | ------------ | ------------ | ------------------------------ | -------- |
| Guanyadora | 1.   | 12 de maig de 1991 | Roma, Itàlia           | Terra batuda | Mónica Seles | Nicole Bradtke Elna Reinach    | 7–5, 6–2 |
| Finalista  | 1.   | 21 de juny de 2003 | Eastbourne, Regne Unit | Gespa        | Magüi Serna  | Lindsay Davenport Lisa Raymond | 6–3, 6–2 |

### Equips: 3 (3−0)
| Resultat   | Núm. | Data                      | Torneig                                 | Superfície  | Equip                                           | Oponents                                                          | Marcador |
| ---------- | ---- | ------------------------- | --------------------------------------- | ----------- | ----------------------------------------------- | ----------------------------------------------------------------- | -------- |
| Guanyadora | 1.   | 21−29 de juliol de 1990   | Copa Federació, Atlanta, Estats Units   | Dura        | Patty Fendick Gigi Fernández Zina Garrison      | Elena Brioukhovets Leila Meskhi Larisa Savchenko Nataixa Zvéreva  | 2−1      |
| Guanyadora | 2.   | 1−9 d'octubre de 1991     | Copa Federació, Nottingham, Regne Unit  |             | Gigi Fernández Mary Joe Fernández Zina Garrison | Conchita Martínez Pilar Pérez A. Sánchez Vicario                  | 2−1      |
| Guanyadora | 3.   | 24−25 de novembre de 2000 | Copa Federació, Las Vegas, Estats Units | Moqueta (i) | Lindsay Davenport Lisa Raymond Monica Seles     | Conchita Martínez V. Ruano Pascual A. Sánchez Vicario Magui Serna | 5−0      |

## Trajectòria

### Individual
| Open d'Austràlia | A  | A  | QF | QF          | A           | A           | A  | 4R          | A           | 4R          | SF | G           | G           | 1R          | A  | 2 / 8  | 28 – 6  |
| Roland Garros | SF | 4R | QF | QF          | A           | A           | 1R | A           | A           | 4R          | 1R | G           | SF          | 4R          | SF | 1 / 11 | 39 – 10 |
| Wimbledon | 4R | SF | QF | QF          | A           | A           | A  | A           | 2R          | 2R          | 4R | SF          | QF          | QF          | QF | 0 / 11 | 38 – 11 |
| US Open | 4R | SF | 3R | 1R          | A           | A           | 1R | 1R          | 1R          | 4R          | 4R | SF          | QF          | SF          | SF | 0 / 13 | 35 – 13 |
| Jocs Olímpics | NC | NC | 1a | No celebrat | No celebrat | No celebrat | A  | No celebrat | No celebrat | No celebrat | A  | No celebrat | No celebrat | No celebrat | A  | 1 / 1  | 6 – 0   |
| WTA Tour Championships | 1R | QF | QF | A           | A           | A           | A  | A           | A           | A           | 1R | QF          | SF          | SF          | A  | 0 / 7  | 7 – 7   |
| Rànquing a final d'any | 8  | 6  | 7  | 9           | –           | –           | 36 | 66          | 101         | 23          | 14 | 2           | 3           | 6           | 10 |        |         |
| Llegenda: G: Guanyadora; F: Finalista; SF: Semifinalista; QF: Quarts de final; Q: Qualificació; A: Absent; RR: Round Robin; |    |    |    |             |             |             |    |             |             |             |    |             |             |             |    |        |         |

### Dobles femenins
| Open d'Austràlia | A   | A  | A   | A   | A | A | A | 2R | A   | A   | 3R | 2R | A   | 0 / 3 | 4 – 3 |
| Roland Garros | 1R  | A  | A   | A   | A | A | A | A  | A   | A   | 3R | 3R | A   | 0 / 3 | 4 – 3 |
| Wimbledon | 2R  | 3R | A   | A   | A | A | A | A  | A   | A   | 3R | A  | 2R  | 0 / 4 | 6 – 4 |
| US Open | 1R  | A  | A   | A   | A | A | A | A  | 1R  | 1R  | 2R | QF | A   | 0 / 5 | 4 – 5 |
| Rànquing a final d'any | 122 | 33 | 156 | 263 | – | – | – | –  | 854 | 199 | 58 | 68 | 166 |       |       |
| Llegenda: G: Guanyadora; F: Finalista; SF: Semifinalista; QF: Quarts de final; Q: Qualificació; A: Absent; RR: Round Robin; |     |    |     |     |   |   |   |    |     |     |    |    |     |       |       |

### Dobles mixts
| Open d'Austràlia | A  | A | A | A | A | 2R | A | A | A  | A  | A  | A | A  | 0 / 1 | 1 – 1 |
| Roland Garros | A  | A | A | A | A | A  | A | A | A  | A  | 1R | A | A  | 0 / 1 | 0 – 1 |
| Wimbledon | QF | A | A | A | A | A  | A | A | 2R | 1R | A  | A | 2R | 0 / 4 | 5 – 4 |
| US Open | A  | A | A | A | A | A  | A | A | A  | 1R | A  | A | A  | 0 / 1 | 0 – 1 |
| Llegenda: G: Guanyadora; F: Finalista; SF: Semifinalista; QF: Quarts de final; Q: Qualificació; A: Absent; RR: Round Robin; |    |   |   |   |   |    |   |   |    |    |    |   |    |       |       |